# Angela Coughlan
Angela Denise Coughlan (London, 4 ottobre 1952 – Ottawa, 14 giugno 2009) è stata una nuotatrice canadese.

## Carriera
Ha fatto parte della staffetta che ha vinto la medaglia di bronzo nella 4x100m stile libero alle Olimpiadi di Città del Messico 1968.

## Palmarès
- Giochi olimpici

Città del Messico 1968: bronzo nella 4x100m stile libero.
- Giochi Panamericani

Winniepeg 1967: argento nella 4x100m stile libero, bronzo nei 200m, 400m e 800m stile libero.
Cali 1971: oro nella 4x100m misti, argento nei 100m, 200m e 4x100m stile libero e bronzo nei 400m stile libero.
- Giochi del Commonwealth

Edimburgo 1970: oro nei 100m stile libero, argento nei 200m stile libero, nella 4x100m stile libero e nella 4x100m misti.